# Oláibar
Oláibar (auch: Valle de Oláibar, baskisch Olaiber) ist eine Gemeinde (municipio) mit 407 Einwohnern (Stand: 2024) in der autonomen Gemeinschaft Navarra im Norden von Spanien. Die Gemeinde besteht aus zahlreichen Orten, namentlich: Enderitz, Olaitz, Olabe, Otsakain, Beraitz, Otsabide und Zandio. Der Verwaltungssitz befindet sich in Olabe.

## Lage und Klima
Oláibar liegt in ca. 470 m Höhe am Río Ultzama und ist ca. neun Kilometer (Fahrtstrecke) in nordnordöstlicher Richtung vom Stadtzentrum der Regionalhauptstadt Pamplona entfernt. Das Klima ist gemäßigt bis warm.

## Bevölkerungsentwicklung
| Jahr      | 1970 | 1981 | 1991 | 2001 | 2011 | 2021 |
| Einwohner | 138  | 170  | 170  | 167  | 243  | 389  |

## Sehenswürdigkeiten
- Nikolauskirche in Enderiz
- Peterskirche in Olabe
- Michaeliskirche in Olaitz
- Johanniskirche in Otsakain
- Laurentiuskirche in Zandio